# Волченське сільське поселення (Ростовська область)
Волченське сільське поселення — сільське поселення у складі Кам'янського району Ростовської області Росії.
Адміністративний центр — хутір Волченський.
Населення - 2027 осіб (2010 рік).

## Географія
Поселення знаходиться в південно-західній частині Кам'янського району Ростовської області, має площу 260 км². Розташована на відрогах Донецького кряжа, місцевість сильно зріджена балками й ярами з численними струмками й протоками.

## Адміністративний устрій
До складу Волченського сільського поселення входять 7 населених пунктів:
- хутір Волченський - 1095 осіб (2010 рік),
- хутір Анікін - 170 осіб (2010 рік),
- хутір Бєлгородцев - 223 особи (2010 рік),
- хутір Березка - 104 особи (2010 рік),
- хутір Плешаков - 74 особи (2010 рік),
- хутір Світлий - 361 особа (2010 рік),
- селище Роз'їзд 201-й км - 0 осіб (2010 рік).